# Zeichner – Zeuge – Zeitgenosse
Zeichner – Zeuge – Zeitgenosse ist ein Dokumentarfilm des DEFA-Studios für Trickfilme von Jörg d’Bomba aus dem Jahr 1971.

## Handlung
Es beginnt mit Bildern vom Leninplatz in Berlin-Friedrichshain. Hier wohnt der Maler und  Zeichner Leo Haas, der seinen 70. Geburtstag feiert. Dieser Film will den Künstler, der ein guter Erzähler, aber auch Zuhörer und genauer Beobachter ist, auf einigen Stationen seines Lebens begleiten. Seine Moral ist die Moral der revolutionären Arbeiterklasse, zu der er sich bekennt, seine Kunst ist parteilich. Er zeichnet für bekannte Zeitungen und Zeitschriften der DDR, so für das Neue Deutschland und den Eulenspiegel. Immer ist der Mensch das Thema seiner Kunst, der leidende, der kämpfende und der siegende Mensch dieser Tage.
Leo Haas ist in einem jüdischen Elternhaus in der tschechischen Stadt Opava aufgewachsen und studierte in Karlsruhe Malerei und Grafik. Als der Nationalsozialismus über die Tschechoslowakei herfällt, hat er seinen Platz bereits gefunden und erkannt, dass der Widerstand auch die Kunst braucht. Als Kulturbolschewik denunziert, gerät er in Gestapo-Haft. So beginnt für ihn eine sechsjährige Höllenfahrt, so auch nach Theresienstadt, Auschwitz, Sachsenhausen und Mauthausen. Seine Akte trägt den Vermerk Rückkehr unerwünscht. Nach seiner Befreiung wird er Mitglied der KPČ und zeichnet von nun an für die kommunistische Tageszeitung der KPČ Rudé právo.
Seit 1956 lebt und arbeitet Leo Haas in der DDR.

## Produktion
Die Uraufführung des, unter dem Arbeitstitel Leo Haas, auf ORWO-Color gedrehten Films fand am 25. Juni 1971 statt. Die Erstausstrahlung im 2. Programm des Fernsehens der DDR erfolgte am 23. Dezember 1972.
Die Dramaturgie lag in den Händen von Ekke Bartsch.

## Auszeichnungen
- 1971: Staatliches Prädikat der DDR: Wertvoll